# Skutvik
68°01′N 15°19′Ø / 68.017°N 15.317°Ø
Skutvik er et sted i Hamarøy kommune i Nordland med 212 indbyggere (2011).

Stedet ligger sydvest på halvøen Hamarøya med Økssundet i vest og syd.
Stedet har bl.a. en butik, elektronikforretning, gæstehus med café, fiskecamp, campingplads, grundskole og børnehave.

Den største arbejdsgiver er fisk-forarbejdningsanlægget Mainstream Norway, avd. Skutvik.
- Fylkesvei 81 er en amtsvej der går fra  E6 i Ulvsvåg til Skutvik (35,9 km)
- Færgeforbindelsen fra Skutvik til Skrova og Svolvær i Lofoten går over  Vestfjorden og forbinder amtsvejen med  E10.
- Passager-hurtigfærgen mellem Svolvær og Bodø anløber Skutvik.

## Seværdigheder
- Hamarøyskaftet er et fjeld, syv til otte kilometer udenfor Skutvik, kendt for sin karakteristiske form.
- Nesstraumen, fem kilometer øst for Skutvik, er en av Norges stærkeste havstrømme.
- Skulpturlandskap Nordland: Skulpturen "Stella Maris" (da: "søstjerner") af Steinar Christensen ligger i nærheden af stranden i Skutvik.
- På Ness og Hundsøya er der i alt 29 registrerede  gravhøjer hvoraf de fleste er dateret til yngre stenalder.[2]